# یاروسلاوا پوکورنا
یاروسلاوا پوکورنا (چکی: Jaroslava Pokorná؛ زادهٔ ۲ اوت ۱۹۴۶) بازیگر اهل جمهوری چک است.
از فیلم‌ها یا مجموعه‌های تلویزیونی که وی در آن‌ها نقش داشته است، می‌توان به بوته سوزان، کسالت در برنو، لیگ محلی و در سایه اشاره نمود.
او بابت فعالیت‌های هنری خود برندهٔ جوایز متعددی شده‌است که از آن میان می‌توان به شیر چک اشاره نمود.